# Spider-Man: Turn Off the Dark (trilha sonora)
Spider-Man: Turn Off the Dark Soundtrack é a trilha sonora do rock musical Spider-Man: Turn Off the Dark (2011). O álbum foi lançado em 14 de junho de 2011, tendo lançado o single "Rise Above 1" como pré-divulgação da trilha sonora. O álbum teve a participação dos integrantes da banda de rock irlandesa U2, Bono e The Edge.

## Lista de faixas
Todas as canções compostas por Bono e The Edge.
1. "NY Debut (Instrumental)" – 3:10
2. "Boy Falls from the Sky" (performance de Reeve Carney) – 4:27
3. "Rise Above 1" (performances de Bono, The Edge & Reeve Carney) – 3:53
4. "Picture This" (performances de Bono, Reeve Carney, Jennifer Damiano & The Edge) – 3:38
5. "I Just Can't Walk Away (Say It Now) (performances de Reeve Carney & Jennifer Damiano) – 3:26
6. "Bouncing Off the Walls" (performance de Reeve Carney) – 2:59
7. "Pull the Trigger" (performances de Jeb Brown, Dwayne Clark, Luther Creek, Ken Marks e Patrick Page) – 4:01
8. "No More" (performances de Reeve Carney & Jennifer Damiano) – 3:45
9. "D.I.Y. World" (performances de Reeve Carney,  Patrick Page & Laura Beth Wells) – 2:56
10. "If the World Should End" (performance de Jennifer Damiano) – 3:46
11. "Sinistereo" (performance de The Edge) – 3:17
12. "A Freak Like Me Needs Company" (performance de Patrick Page) – 3:41
13. "Rise Above 2" (performances de Reeve Carney, T.V. Carpio & Jennifer Damiano) – 4:22
14. "Turn Off the Dark" (performance de T.V. Carpio) – 4:06

## Paradas e posições
| País/Parada (2011)                  | Melhor posição |
| ----------------------------------- | -------------- |
| Estados Unidos (Alternative Albums) | 16             |
| Estados Unidos (Billboard 200)      | 86             |
| Estados Unidos (Rock Albums)        | 24             |